# مايكل روبرتس
مايكل روبرتس (بالإنجليزية: Michael D. Roberts)‏ هو ممثل أمريكي، ولد في 25 ديسمبر 1947.

## أعمال

### أفلام
- (1988) رجل المطر[4][5]
- (2005) رهينة[6]
- (2018) مولد نجم[7][8]

### مسلسلات
- الرجل الأخضر الخارق
- بيفرلي هيلز 90210
- ذا سويت لايف أوف زاك أند كودي

## وصلات خارجية
- مايكل روبرتس على موقع IMDb (الإنجليزية)
- مايكل روبرتس على موقع ألو سيني (الفرنسية)
- مايكل روبرتس على موقع أول موفي (الإنجليزية)
- مايكل روبرتس على موقع قاعدة بيانات الأفلام السويدية (السويدية)
- مايكل روبرتس على موقع قاعدة بيانات الفيلم (الإنجليزية)
- مايكل روبرتس على موقع كينوبويسك (الروسية)